# Einfach enorm
Einfach enorm (Originaltitel: Énorme) ist eine französische Filmkomödie von Sophie Letourneur aus dem Jahr 2019.

## Handlung
Claire Girard ist eine Pianistin, die regelmäßig weltweit Konzerte gibt. Ihr Mann Frédéric, genannt Fred, ist ihr Manager und „Mädchen für alles“. Sein Leben hat er der Umsorgung von Claire gewidmet, deren Wohlergehen für ihn an erster Stelle steht. In Hotels spricht er für sie und bringt sie mit seinem enthusiastischen Einsatz auch dazu, Konzerten zuzusagen, die sie sich eigentlich nicht zutraut. So kommt es, dass sie für den 29. Februar, in fast einem Jahr, zusagt, mit Orchester Maurice Ravels Klavierkonzert G-Dur zu spielen. Eigentlich wollte sie nie wieder mit Orchester auftreten und auch das Stück erscheint ihr zu komplex.
Claire und Fred, dessen 40. Geburtstag Claire schlichtweg vergisst, haben sich ihr Leben ohne Kinder eingerichtet, zumal beide der Ansicht sind, dass sich Kinder mit ihrem unsteten Leben voller Tourneen nicht vertragen. Auf dem Flug von einem Auftritt in Japan zurück nach Frankreich hilft Fred jedoch bei einer Spontangeburt im Flugzeug. Er hält das Baby in den Armen und seine Ansicht zum Kinderkriegen ändert sich. Heimlich verabreicht er Claire nun statt der Antibabypille Süßstoff und bald ist sie schwanger. Er zögert den Besuch beim Frauenarzt so lang hinaus, bis eine Abtreibung des Kindes nur noch in Großbritannien legal wäre. Während Claire sich mit dem Gedanken, Mutter zu werden, kaum auseinandersetzt, geht Fred im Gedanken, Vater zu sein, enthusiastisch auf. Er besucht sämtliche Geburtsvorbereitungskurse, will das Baby am liebsten selbst stillen und futtert sich einen runden Bauch an.
Der Geburtstermin ist auf den 27. Februar festgelegt, was das Konzert unmöglich machen würde. Die Ärztin meint jedoch, dass eine Geburt bereits einen Monat früher möglich wäre. Am 26. Januar versucht Claire daher, die Geburt in einem Krankenhaus durchführen zu lassen, erfährt jedoch, dass sie noch einen Monat bis zur Geburt Zeit hat. Kurz nach der Untersuchung schwillt ihr Bauch plötzlich enorm an. Da damit jedoch keine Komplikationen verbunden sind, wird Claire nach Hause geschickt. Fred steigert sich unterdessen immer mehr in seine Vaterschaft hinein.
Während Fred bei der Pressenacht für das Klavierkonzert G-Dur weilt, unterhält sich Claire mit ihrem Nachbarn, der ihr zu verstehen gibt, dass Fred für die Schwangerschaft verantwortlich ist und es mitnichten ein „Unfall“ war. Claire verlässt Fred und zieht zu ihrer früheren Klavierlehrerin Ayala, wo sie auch weiterhin für das anstehende Konzert probt. Erst über Versuche der Paartherapie und die schließlich anstehende Geburt finden Claire und Fred wieder zusammen. Claire lässt schließlich gegen Freds Willen die Geburt einleiten und bringt einen gesunden Jungen zur Welt, der sofort von Fred versorgt wird. Wenig später sieht man Claire bei der Aufführung des Klavierkonzerts G-Dur mit der Philharmonie de Paris, während Fred das Konzert zuhause am Fernseher verfolgt und gleichzeitig das Baby windelt.

## Produktion

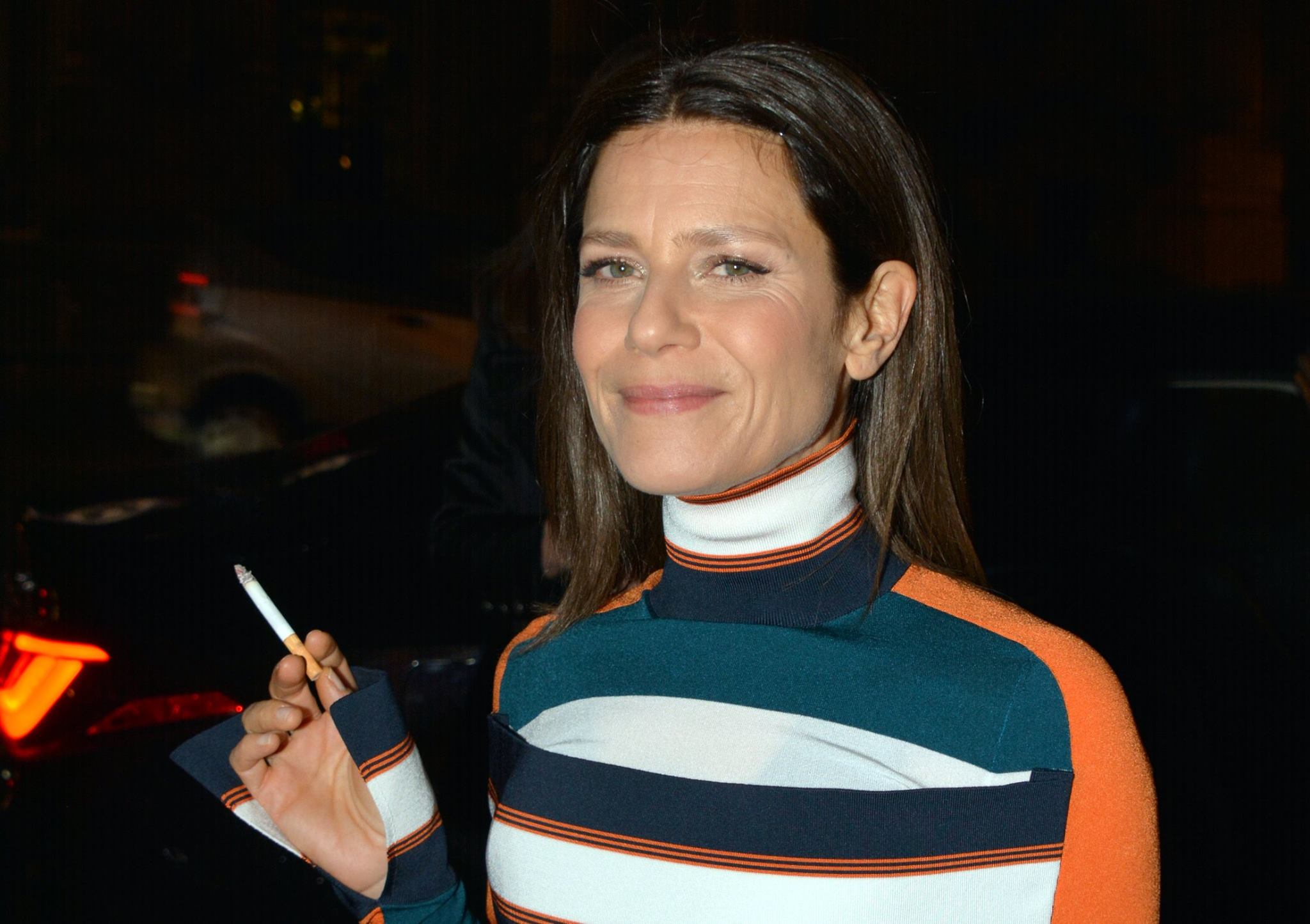
Marina Foïs zu Beginn der Dreharbeiten im Januar 2018

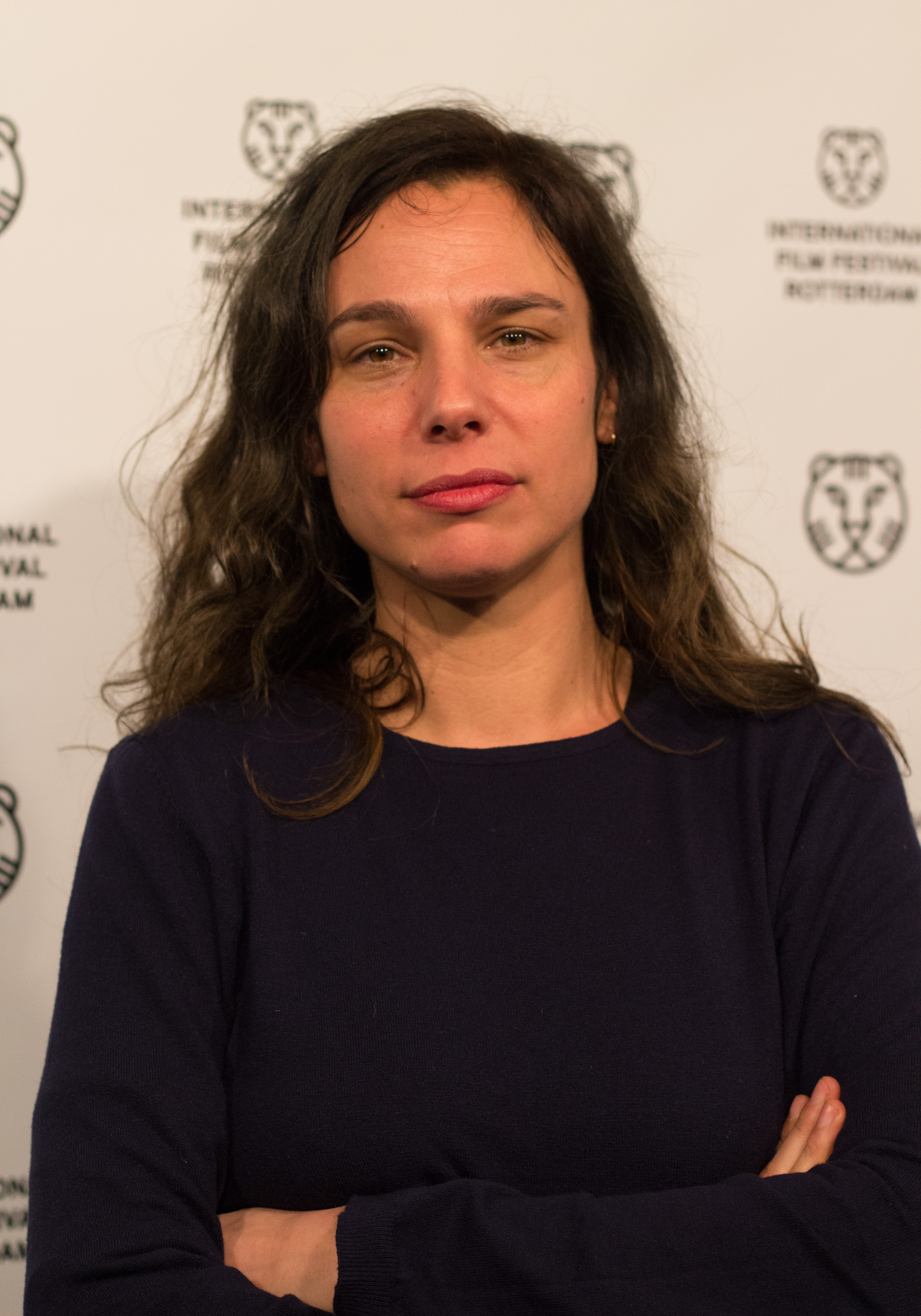
Sophie Letourneur bei der Präsentation des Films auf dem IFFR 2020

Einfach enorm war nach La vie au ranch (2010), Les coquillettes (2012) und Gaby Baby Doll (2014) der vierte Langfilm, bei dem Sophie Letourneur Regie führte. Die Idee zum Film kam Letourneur während ihrer zweiten Schwangerschaft, die sie für sich dokumentierte. Einzelne Szenen des Films sind dabei direkt vom Verhalten ihres Mannes während der Schwangerschaft inspiriert. Letourneur verfasste das Drehbuch mit Mathias Gavarry, wobei zahlreiche Szenen auf Improvisationssitzungen mit verschiedenen Personen zurückgehen, die Letourneur aufnahm und auf deren Basis sie die finalen Dialoge schrieb. Die Sprechweise der Charaktere lehnt sich dabei an die Sprechweise der Schauspieler an, die Letourneur im Vorfeld traf und deren Gespräche sie mitschnitt.
Die Szenen im Krankenhaus entstanden auf Basis eines Filmplans, so wusste Letourneur, welche Dialoge und Szenen sie im Film verwenden wollte. Die Dreharbeiten mit dem Krankenhauspersonal und weiteren Ärzten fanden im Vorfeld der eigentlichen Dreharbeiten statt und dauerten ca. einen Monat. Letourneur nahm dabei reale Patientengespräche auf, wobei ausschließlich die Ärzte im Gespräch gefilmt wurden. Auch bei der Geburtsszene ist ein tatsächliches Neugeborenes zu sehen. Teilweise wurden dokumentarische Szenen mit improvisierten Szenen ergänzt. Die Spielfilmszenen mit den Hauptdarstellern wurden später separat gedreht, wobei Letourneur für die Schauspieler in der Regel den Gegenpart außerhalb der Kamera übernahm, und mit den dokumentarischen Sequenzen zusammengeschnitten. Diese Vorgehensweise führte zu einem teilweise übersteigert dokumentarisch wirkenden Film, von Letourneur als „ultra-réalisme“ bezeichnet, mit burlesken Elementen. Ergänzt wurde dies durch weitere Vermischungen, so ist Jacqueline Kakou, die im Film Fred Mutter spielt, tatsächlich Jonathan Cohens Mutter.
Gedreht wurde ab Januar 2018 vor Ort, wo die Handlung stattfindet, so unter anderem im Pariser Krankenhaus Armand-Trousseau, bei der Philharmonie de Paris, mit dem Orchestre national d’Ile de France, bei Air France, in der Schweizerischen Botschaft in Paris und in der Beratungsstelle Maternité Des Bluets im Pariser Krankenhaus Pierre Rouquès. Die Wohnung, in der Fred und Claire leben, gehörte auch in Wirklichkeit zwei Musikern.
Énorme wurde im Normalbildformat 4:3 gedreht und nicht im Breitbildformat. Damit sollte laut Letourneur die klaustrophobische Situation einer Schwangerschaft deutlich gemacht werden.
Einfach enorm erlebte am 17. Oktober 2019 auf dem Festival international du film indépendant de Bordeaux seine Premiere und lief am 2. September 2020 in den französischen Kinos an. Weitere internationale Veröffentlichungen, darunter am 6. November 2020 auf dem Fort Lauderdale International Film Festival, erfolgten aufgrund der Corona-Pandemie überwiegend im Internet. In Deutschland war der Film unter anderem im Oktober 2020 im Rahmen der Französischen Filmtage Tübingen-Stuttgart zu sehen sowie digital im November 2020 auf dem 69. Internationalen Filmfestival Mannheim-Heidelberg.

## Auszeichnungen
Auf dem International Film Festival Rotterdam (IFFR) lief der Film 2020 im Rahmen der Big Screen Competition. Der Film wurde im Oktober 2020 mit dem Prix Jean Vigo in der Kategorie Langfilm ausgezeichnet. Für seine Darstellung des Fred erhielt Jonathan Cohen bei den Prix Lumières 2021 eine Nominierung in der Kategorie Bester Darsteller und wurde 2021 für einen César als Bester Hauptdarsteller nominiert.